# Bornage en droit français
Pour les articles homonymes, voir Bornage.
 (septembre 2023).
Si vous disposez d'ouvrages ou d'articles de référence ou si vous connaissez des sites web de qualité traitant du thème abordé ici, merci de compléter l'article en donnant les références utiles à sa vérifiabilité et en les liant à la section « Notes et références ».

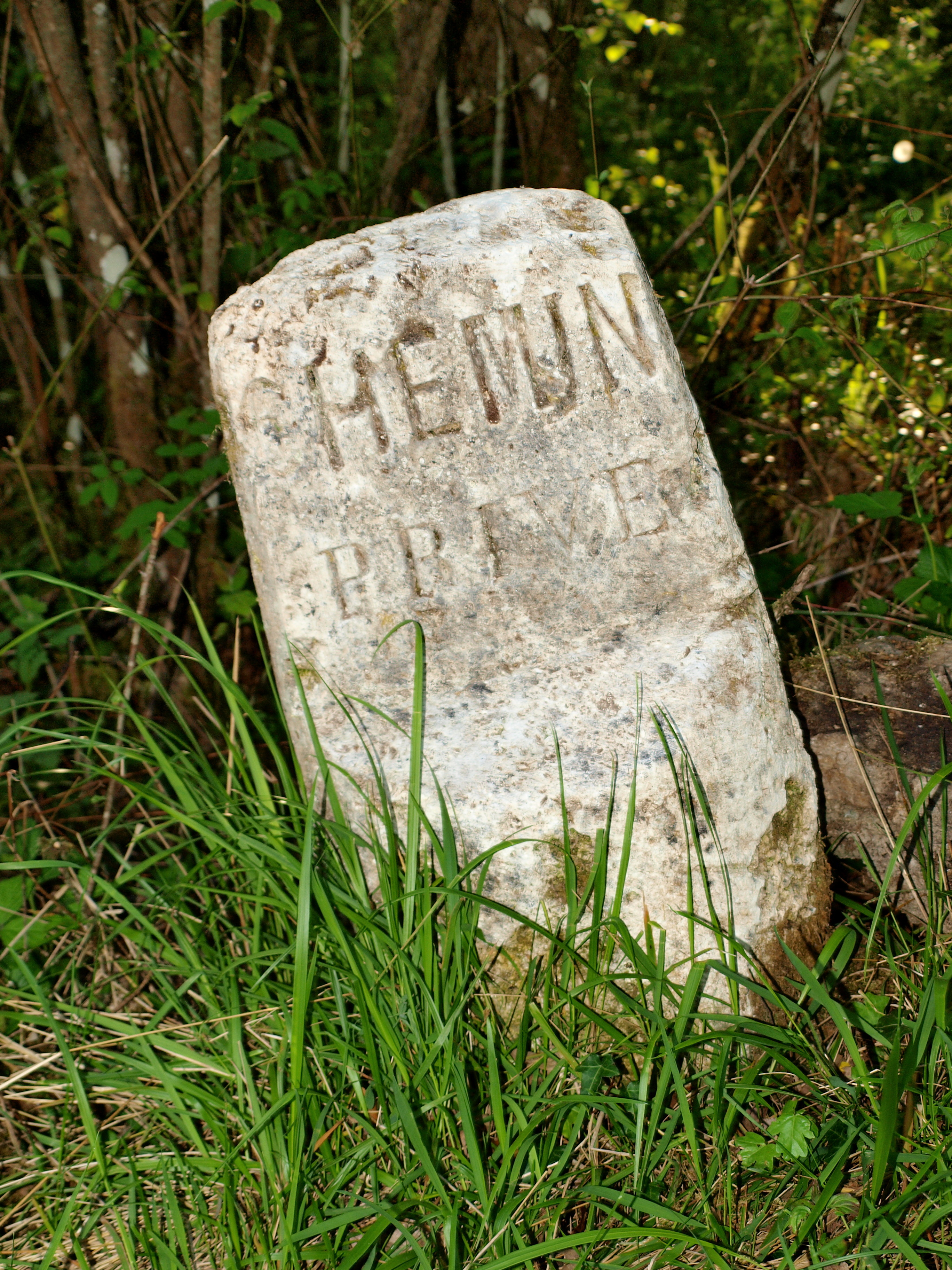
Bornage d'une limite de propriété privée sur un chemin.

En droit français, le bornage est l'action de planter des bornes pour marquer les limites d’une propriété ; c'est aussi le résultat de cette action. L'action en bornage est la procédure judiciaire intentée par un propriétaire à son voisin pour l’obliger au bornage ou à la rectification du bornage de leurs terrains contigus.
Le bornage est régi par l'article 646 du code civil. Il peut être fait à l'amiable ou judiciairement, le bornage judiciaire étant un recours en cas d'échec du bornage amiable. Les limites de propriétés peuvent être déterminées par titres (actes de propriété), par témoignages (attestations) ou par prescription acquisitive.

## Caractéristiques
La limite doit être incertaine, elle ne doit donc pas être déjà bornée et ce quel que soit l'âge du bornage. (Une séparation par un cours d'eau ou un bâtiment n'est pas un bornage puisque la limite est certaine, on ne fait que constater son emplacement.)
- Les propriétés doivent être contiguës c'est-à-dire qu'elles doivent avoir au moins un point en commun. Une propriété peut être constituée d'une ou de plusieurs parcelles contiguës.
- Les propriétés doivent être privées, c'est-à-dire appartenir à une personne privée ou bien appartenir à une personne publique mais en étant de domanialité privée. (Les éléments du domaine public n'utilisent pas le bornage mais la délimitation et sont régis dans le Code général de la propriété des personnes publiques alors que le domaine privé est régi par le Code civil.)
- Deux parcelles ayant exactement le même propriétaire ne peuvent faire l'objet d'un bornage sur leur limite séparative, mais si par exemple un couple est propriétaire d'un terrain et Madame est propriétaire de la parcelle voisine le bornage est justifié. Même s'ils ont un propriétaire commun, ce n'est pas exactement le même.
- Le bornage amiable est toujours effectué par un géomètre-expert inscrit à l'ordre (ou au moins validé et signé par un géomètre-expert).

Le bornage est un acte important puisqu'il vaut titre de propriété et détermine pour toujours la limite foncière de celle-ci.

## Histoire

### Moyen-Âge
Au Xe siècle, la consignation des renseignements de bornage par écrit n'était pas toujours réalisée. C'était alors la mémoire qui était responsable du consignement du bornage et de la direction des limites de propriété. Pour l'Arlésien Bertrand Boysset, l'idéal était d'utiliser un jeune enfant comme témoin. Une fois que l'emplacement du bornage et des limites de propriété avaient été expliqués à l'enfant présent sur le lieu du bornage, ce dernier recevait une forte mornifle afin d'imprégner ce souvenir encore plus profondément. Ce témoin est donc la référence en l'absence de documents écrits ou de disparition de ces documents.

### Depuis 1804
En droit français, les règles du bornage sont notamment fixées par l’article 646 du code civil (dont la rédaction n'a jamais été modifiée depuis sa promulgation en 1804) et par l'article R. 161-13 du code rural (issu de l'article 9 du décret du 18 septembre 1969).
L'instance en bornage est portée devant le tribunal judiciaire de la situation des parcelles.
Les techniques de bornages sont beaucoup plus sophistiquées que jadis, tout comme les moyens techniques pour les consigner. L'existence du registre foncier rend inutile la maltraitance des enfants, tout comme les droits internationaux.